# Mirko Braun
Mirko Braun (Hrvatska Dubica, 1942. augusztus 20. – Zágráb, 2004. március 22.) jugoszláv válogatott horvát labdarúgó, hátvéd.

## Pályafutása

### Klubcsapatban
1961 és 1968 között a Dinamo Zagreb labdarúgója volt, ahol két jugoszláv kupagyőzelmet ért el a csapattal. Tagja volt az 1962–63-as idényben vásárvárosok kupája-döntős együttesnek.
1964 elején súlyosan megsérült egy autóbalesetben. Emiatt a következő két szezont ki kellett hagynia (1964–65, 1965–66). Az 1966–67-es idényben megpróbált visszatérni és 15 alkalommal játszott is a jugoszláv bajnokságban, de régi formáját nem sikerült visszanyernie. Az 1967–68-as bajnoki idény után visszavonult a játéktól.

### A válogatottban
1963 őszén három alkalommal szerepelt a jugoszláv válogatottban.

## Sikerei, díjai
Dinamo Zagreb
- Jugoszláv kupa
  - győztes (2): 1963, 1965
- Vásárvárosok kupája (VVK)
  - döntős: 1962–63

## Statisztika

### Mérkőzései a jugoszláv válogatottban
| Jugoszlávia | Jugoszlávia          | Jugoszlávia                     | Jugoszlávia | Jugoszlávia | Jugoszlávia   | Jugoszlávia   | Jugoszlávia | Jugoszlávia |
| #           | Dátum                | Helyszín                        | Hazai       | Eredmény    | Vendég        | Kiírás        | Gólok       | Esemény     |
| ----------- | -------------------- | ------------------------------- | ----------- | ----------- | ------------- | ------------- | ----------- | ----------- |
| 1.          | 1963. szeptember 18. | Malmö, Malmö Stadion            | Svédország  | 3 – 2       | Jugoszlávia   | NEK-selejtező | -           |             |
| 2.          | 1963. október 27.    | Bukarest, Augusztus 23. Stadion | Románia     | 2 – 1       | Jugoszlávia   | barátságos    | -           | 46'         |
| 3.          | 1963. november 3.    | Zágráb, Maksimir Stadion        | Jugoszlávia | 2 – 0       | Csehszlovákia | barátságos    | -           |             |
|             | Összesen             |                                 |             | 3           | mérkőzés      |               | 0           | gól         |